# Imposta sul valore aggiunto
L'imposta sul valore aggiunto, in acronimo IVA, è un'imposta, adottata nel 1968 da numerosi Paesi del mondo (tra i quali anche i membri dell'UE), applicata sul valore aggiunto di ogni fase della produzione, di scambio di beni e servizi.
L'IVA è anche conosciuta come “tassa invisibile” perché, pur essendo un'imposta sul consumo, non viene trattenuta direttamente dalla busta paga dei lavoratori. Invece, è inclusa nel prezzo dei beni e servizi acquistati dai consumatori finali. In Italia l’imposta sul valore aggiunto è pari al 22%, tuttavia sono previste delle eccezioni con IVA ridotta al 4%, al 5% e al 10%.

## Storia
La trasformazione dell'IGE in IVA (imposta sul valore aggiunto) rispose all'esigenza di armonizzare il nostro sistema tributario con quelli degli altri Paesi Comunitari. Tutti gli stati aderenti alla UE si uniformarono a uno dei principi ispiratori dei Trattati di Roma (1957), inteso a realizzare "uno sviluppo armonioso delle attività economiche nell'insieme della Comunità" (art. 2), anche se rimanevano ancora differenze sensibili fra le aliquote dell'imposta nei diversi paesi. 
L'IVA è stata introdotta in Italia con il DPR n. 633/1972, in seguito più volte integrato e modificato allo scopo di adeguarne la disciplina alle successive direttive della Comunità Europea. 
Le imposte indirette sugli scambi (dette "sugli affari") occupano un posto di rilievo nei moderni ordinamenti tributari, per il notevole gettito che assicurano. In Italia, l'IVA fornisce quasi il 30% degli incassi tributari dello Stato, e circa il 60% di quelli delle imposte indirette.

## Ambito di applicazione

### Basi imponibili
Nella teoria economica ci sono tre tipi di basi imponibili, dipendenti dalla definizione di valore aggiunto:
- Tipo prodotto (VAp)
- Tipo reddito (VAr)
- Tipo consumo (VAc)

La differenza si basa sulla deducibilità delle spese di investimento: nel tipo prodotto nessuna spesa di investimento è deducibile, pertanto la base imponibile è il prodotto lordo (PL); nel tipo reddito sono deducibili le spese per accantonamenti per ammortamenti (PL-Invs); nel tipo consumo sono deducibili gli acquisti di beni strumentali nell'anno in cui vengono compiuti (PL-Invs-Inva).
Quando si eseguono valutazioni di controllo di gestione l'IVA non è mai considerata essendo, per il soggetto imponibile, un debito verso l'erario e non un ricavo o un costo (al più si potrebbe valutarne gli effetti dal punto di vista monetario, cioè di flusso di cassa e implicazioni finanziarie relative).

## Metodi di calcolo

### Valore aggiunto
L'imposta sul valore aggiunto può essere calcolata generalmente con due metodi, uno dei quali però più articolato.
- Per addizione: in questo caso si applica semplicemente l'aliquota dell'imposta alla somma delle remunerazioni dovute ai fattori produttivi (L+IP+∏)
- Per sottrazione:
  - su base effettiva: aliquota applicata alla differenza fra valore dei beni prodotti in un dato arco temporale e valore delle materie prime impiegate alla produzione
  - su base finanziaria

base da base: si applica l'aliquota alla differenza tra fatturato delle vendite realizzato in un dato arco temporale e tra il fatturato degli acquisti di materie prime dello stesso periodo. A questo vanno aggiunte le dovute ed eventuali quote di ammortamento o il fatturato di acquisti di beni strumentali a seconda della definizione di base imponibile. In altre parole l'aliquota dell'imposta (tc) viene moltiplicata alla differenza fra le vendite (V) e gli acquisti (A)

Imposta da imposta: si sottrae dall'imposta riscossa sui beni prodotti e venduti l'imposta pagata sugli acquisti di materie prime (e di beni strumentali in caso di IVA consumo) compiuti nel medesimo periodo. In altre parole si applica l'aliquota tc a ciascun valore di vendita che sottrae l'aliquota tc per ciascun acquisto
Ti.d.i. = (tc*V) - (tc*A)
Tale ultimo sistema (detrazione imposta da imposta) è stato preso come modello dalle direttive CEE per la creazione di un sistema comune sulla cifra d'affari nei Paesi europei.
Il sistema, così come è concepito, non ha più uno stretto collegamento con il “valore aggiunto”, anche se la denominazione è rimasta tale per motivi “storici”.
In particolare la detrazione “imposta da imposta” consente:
- Variazioni di aliquota nei vari stadi (dalla produzione alla commercializzazione) senza incidere nel totale dell'imposta che grava il bene al consumo.
- Esenzioni in uno qualsiasi degli stadi.
- Massima trasparenza, in qualsiasi stadio, sull'ammontare dell'imposta assolta fino a quello stadio.
- Conseguentemente la possibilità di detassare il bene (con particolare riguardo all'esportazione).
- Possibilità di recuperare integralmente una eventuale evasione, purché sia avvenuta in uno stadio precedente a quello finale (dettaglio).

### Scorporo
Lo scorporo dell'IVA è un'operazione contabile che consiste nel determinare l'importo dell'imposta separato dal prezzo totale comprensivo di IVA, al fine di identificare l'imponibile netto. Questo è essenziale per la contabilità aziendale e per garantire la corretta dichiarazione dei ricavi e dei costi ai fini fiscali.
Formula generale per trovare l'imponibile {\displaystyle I}, conoscendo il prezzo ivato {\displaystyle C}, supponendo che l'aliquota sia pari al 22%:
{\displaystyle I={\frac {C\times 100}{122}}={\frac {C}{1{,}22}}}
Il denominatore è ottenuto sommando l'IVA all'unità: dunque nell'ipotesi dell'IVA al 22%, esso è pari a 1,22.

## Aliquote nel mondo

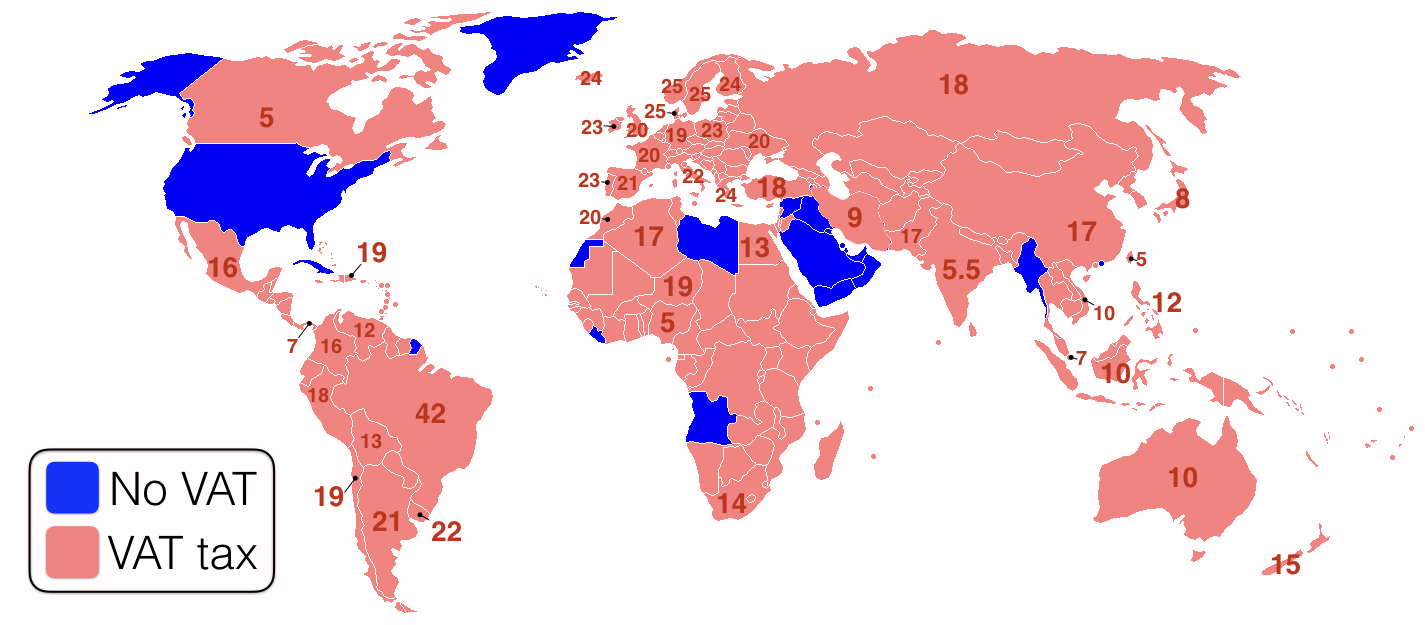
Gli stati in cui c'è l'IVA, in alcuni è indicata la percentuale. Gli stati in blu non hanno l'IVA.

### Stati membri dell'Unione Europea
| Stato       | Valore normale                                                    | Valore ridotto | Abbr.        | Nome                                                                           |
| ----------- | ----------------------------------------------------------------- | --- | ------------ | ------------------------------------------------------------------------------ |
| Austria     | 20%                                                               | 13% (Alimenti per animali e simili) 10%(Generi di prima necessità, giornali, alcuni medicinali) | UST          | Umsatzsteuer                                                                   |
| Belgio      | 21%                                                               | 6% o 0% in alcuni casi | BTW TVA MWSt | Belasting over de toegevoegde waarde Taxe sur la Valeur Ajoutée Mehrwertsteuer |
| Bulgaria    | 20%                                                               | 9% o 0% | ДДС          | Данък добавена стойност                                                        |
| Croazia     | 25%                                                               | 10% o 5% | PDV          | Porez na dodanu vrijednost                                                     |
| Cipro       | 19%                                                               | 5% (9% per taxi e autobus) | ΦΠΑ          | Φόρος Προστιθέμενης Αξίας                                                      |
| Rep. Ceca   | 21%                                                               | 15% | DPH          | Daň z přidané hodnoty                                                          |
| Danimarca   | 25%                                                               | nessuno | moms         | Meromsætningsafgift                                                            |
| Estonia     | 20%                                                               | 9% | km           | käibemaks                                                                      |
| Finlandia   | 24%                                                               | 14% o 10% | ALV Moms     | Arvonlisävero Mervärdesskatt                                                   |
| Francia     | 20%                                                               | 7% o 5,5% (ad esempio sui libri) o 2,1% | TVA          | Taxe sur la valeur ajoutée                                                     |
| Germania    | 19%                                                               | 7% o 0% | MwSt./USt.   | Mehrwertsteuer/Umsatzsteuer                                                    |
| Grecia      | 24% (24% sulle isole)                                             | 24% per hotel e farmacie (24% e 4% sulle isole) | ΦΠΑ          | Φόρος Προστιθέμενης Αξίας                                                      |
| Irlanda     | 23%                                                               | 13,5% o 9% o 4,8% | CBL VAT      | Cáin Bhreisluacha Value Added Tax                                              |
| Italia      | 22%                                                               | 10% (prodotti turistici, alcuni prodotti alimentari e particolari opere di recupero edilizio, energia elettrica e gas nel residenziale e nel manifatturiero), 5% (prestazioni sociali, sanitarie o educative delle cooperative sociali), 4% (generi alimentari di prima necessità, stampa e libri, opere per l'abbattimento delle barriere architettoniche, sementi, fertilizzanti), 0% (energia elettrica, solo per aziende esportatrici abituali) | IVA          | Imposta sul Valore Aggiunto                                                    |
| Lettonia    | 21%                                                               | 12% | PVN          | Pievienotās vērtības nodoklis                                                  |
| Lituania    | 21%                                                               | 9% o 5% | PVM          | Pridėtinės vertės mokestis                                                     |
| Lussemburgo | 17%                                                               | 14% o 8% o 3% | TVA          | Taxe sur la Valeur Ajoutée                                                     |
| Malta       | 18%                                                               | 5% | VAT          | Taxxa tal-Valur Miżjud                                                         |
| Paesi Bassi | 21%                                                               | 9% o 0% | BTW          | Belasting over de toegevoegde waarde                                           |
| Polonia     | 23%                                                               | 8% o 5% o 0% | PTU/VAT      | Podatek od towarów i usług                                                     |
| Portogallo  | 23% 15% a Madeira e nelle Azzorre (minimo 70% del valore normale) | 13% o 6% 8% o 4% a Madeira e nelle Azzorre (minimo 70% del valore normale) | IVA          | Imposto sobre o Valor Acrescentado                                             |
| Romania     | 21%                                                               | 11% | TVA          | Taxa pe valoarea adăugată                                                      |
| Slovacchia  | 20%                                                               | 10% o 6% | DPH          | Daň z pridanej hodnoty                                                         |
| Slovenia    | 22%                                                               | 8,5% | DDV          | Davek na dodano vrednost                                                       |
| Spagna      | 21% 6,5% nelle Canarie                                            | 10% o 4% 2% o 0% nelle Canarie | IVA IGIC     | Impuesto sobre el Valor Añadido Impuesto General Indirecto Canario             |
| Svezia      | 25%                                                               | 12% o 6% | Moms         | Mervärdesskatt                                                                 |
| Ungheria    | 27%                                                               | 18% o 5% | áfa          | általános forgalmi adó                                                         |

### Resto del mondo
| Stato                | Valore normale                    | Valore ridotto | Nome |
| -------------------- | --------------------------------- | --- | --- |
| Albania              | 20%                               | 0% | TVSH = Tatimi mbi Vlerën e Shtuar |
| Andorra              | 4,5%                              | 1% | IVA = Impost sobre el Valor Afegit |
| Azerbaigian          | 18%                               | 10,5% o 0% | ƏDV = Əlavə dəyər vergisi |
| Argentina            | 21%                               | 10,5% o 0% | IVA = Impuesto al Valor Agregado |
| Armenia              | 20%                               | 0% | AAH = Avelac'vaç aržek'i hark ԱԱՀ = Ավելացված արժեքի հարկ |
| Australia            | 10%                               | 0% | GST = Goods and Services Tax |
| Bielorussia          | 20%                               | 10% | ПДВ = Падатак на дададзеную вартасьць |
| Barbados             | 17,5%                             | | VAT = Value Added Tax |
| Bosnia ed Erzegovina | 17%                               | 0% | PDV = Porez na dodanu vrijednost |
| Brasile              | 12% + 25% + 5%                    | 0% | *IPI - 12% = Imposto sobre produtos industrializados (tassa sui prodotti industriali) - tassa federale ICMS - 25% = Imposto sobre circulação de mercadorias e serviços (tassa sulla circolazione di merci e servizi) - tassa statale ISS - 5% = Imposto sobre serviço de qualquer natureza (tassa su ogni altro servizio) - tassa comunale *La IPI può giungere fino al 60% per i prodotti importati. |
| Bolivia              | 13%                               | | IVA = Impuesto al Valor Agregado |
| Canada               | 5% GST+0%-10%PST(HST)             | 5%/0% | GST = Goods and Services Tax, TPS = Taxe sur les produits et services; HST = Harmonized Sales Tax, TVH = Taxe de vente harmonisée |
| Cile                 | 19%                               | | IVA = Impuesto al Valor Agregado |
| Colombia             | 16%                               | | IVA = Impuesto al Valor Agregado |
| Cina                 | 17%                               | 6% o 3% | 增值税 (pinyin: zēng zhí shuì) |
| Rep. Dominicana      | 18%                               | 12% o 0% | ITBIS = Impuesto sobre Transferencia de Bienes Industrializados y Servicios |
| Ecuador              | 12%                               | | IVA = Impuesto al Valor Agregado |
| Egitto               | 14%                               | | VAT = Value Added Tax (الضريبة على القيمة المضافة) |
| El Salvador          | 13%                               | | IVA = Impuesto al Valor Agregado |
| Etiopia              | 15%                               | | VAT = Value Added Tax |
| Figi                 | 15%                               | 0% | VAT = Value Added Tax |
| Georgia              | 18%                               | 0% | DGhG = Damatebuli Ghirebulebis gdasakhadi დღგ = დამატებული ღირებულების გადასახადი |
| Guatemala            | 12%                               | | IVA = Impuesto al Valor Agregado |
| Guyana               | 16%                               | 0% | VAT = Value Added Tax |
| Iran                 | 3%                                | | VAT = Value Added Tax (مالیات بر ارزش افزوده) |
| Islanda              | 25,5%                             | 7% | VSK, VASK = Virðisaukaskattur |
| India                | 12,5%                             | 4%, 1%, o 0% | VAT = Valued Added Tax |
| Indonesia            | 10%                               | 5% | PPN = Pajak Pertambahan Nilai |
| Israele              | 18%                               | | Ma'am = מס ערך מוסף |
| Giappone             | 10%                               | 8% | Consumption tax = 消費税 |
| Corea del Sud        | 10%                               | | VAT = 부가세 (附加稅, Bugase) = 부가가치세 (附加價値稅, Bugagachise) |
| Jersey               | 3%                                | 0% | GST = Goods and Services Tax |
| Giordania            | 16%                               | | GST = Goods and Sales Tax |
| Kazakistan           | 12%                               | | ҚCҚ = Қосымша салық құны (Kazakh) НДС = Налог на добавленную стоимость (Russian) VAT = Value Added Tax |
| Libano               | 10%                               | | TVA = Taxe sur la valeur ajoutée |
| Liechtenstein        | 8%                                | 3,6% (immobili) o 2,4% | MWST = Mehrwertsteuer |
| Marocco              | 20%                               | | GST = Goods and Sales Tax (الضريبة على القيمة المضافة) |
| Moldavia             | 20%                               | 8%, 5% o 0% | TVA = Taxa pe Valoarea Adăugată |
| Macedonia del Nord   | 18%                               | 5% | ДДВ = Данок на Додадена Вредност, DDV = Danok na Dodadena Vrednost |
| Malaysia             | 10%                               | | GST = Goods and Services Tax (tassa governativa) |
| Messico              | 16%                               | 11%, 0% | IVA = Impuesto al Valor Agregado |
| Montenegro           | 17%                               | | PDV = Poez na dodatu vrijednost |
| Mauritius            | 15%                               | | VAT = Value Added Tax |
| Nuova Zelanda        | 15%                               | | GST = Goods and Services Tax |
| Norvegia             | 25%                               | 14% o 8% | MVA = Merverdiavgift (bokmål) o meirverdiavgift (nynorsk) (colloquialmente moms) |
| Palestina            | 14,5%                             | | VAT = Value Added Tax |
| Pakistan             | 16%                               | 1% o 0% | GST = General Sales Tax |
| Panama               | 7%                                | | ITBMS = Impuesto de Transferencia de Bienes Muebles y Servicios |
| Paraguay             | 10%                               | 5% | IVA = Impuesto al Valor Agregado |
| Perù                 | 18%                               | | IGV = Impuesto General a la Ventas |
| Filippine            | 12%                               | | RVAT = Refomed Value Added Tax, conosciuta localmente come Karagdagang Buwis / Dungag nga Buhis |
| Regno Unito          | 20% (0% in Guernsey e Gibilterra) | 5% energia residenziale / isolamento / ristrutturazioni, prodotti per l'igiene femminile, seggiolini di sicurezza per bambini e ausili per la mobilità e 0% per i bisogno primari - cibo di base, acqua, farmaci da prescrizione, attrezzature mediche e forniture mediche, trasporti pubblici, abbigliamento per bambini, libri e periodici. 0% anche per la costruzione di nuovi edifici (ma tasso standard per demolizione, modifiche, ristrutturazioni, ecc.) 5% per ospitalità, alloggi per vacanze e attrazioni fino al 31 Marzo 2021.                                                                                                   | VAT TAW = Value Added Tax Treth Ar Werth (Gallese) |
| Russia               | 18%                               | 10% o 0% | НДС = Налог на добавленную стоимость, NDS = Nalog na dobavlennuju stoimost’ |
| San Marino           | 17%                               | 8,5% per le aziende che aprono nel territorio. 2% o 6% a determinate categorie di beni (es. alimenti, farmaci, ecc.). I datori di lavoro che aumentano il numero medio di lavoratori dipendenti occupati, purché almeno il 50% di essi sia residente, usufruiscono di un credito d’imposta sull’IGR dovuta pari al: - 5% dell’imposta per ogni nuovo lavoratore, per le imprese con un numero di lavoratori dipendenti maggiore o uguale a 5; - 10% dell’imposta per ogni nuovo lavoratore, per le imprese con un numero di lavoratori dipendenti minore di 5. Tale credito d’imposta non può superare il 25% dell’imposta complessiva dovuta. | |
| Serbia               | 18%                               | 8% o 0% | ПДВ = Порез на додату вредност, PDV = Porez na dodatu vrednost |
| Singapore            | 9%                                | | GST = Goods and Services Tax |
| Sudafrica            | 15%                               | 0% | VAT = Valued Added Tax |
| Sri Lanka            | 12%                               | | |
| Svizzera             | 8,1%                              | 3,8% (settore alberghiero) e 2,6% (cibo, libri, quotidiani, medicinali) | MWST = Mehrwertsteuer, TVA = Taxe sur la valeur ajoutée, IVA = Imposta sul valore aggiunto, TPV = Taglia sin la Plivalur |
| Taiwan               | 5%                                | | |
| Thailandia           | 7%                                | | VAT = Value Added Tax, ภาษีมูลค่าเพิ่ม |
| Trinidad e Tobago    | 15%                               | | |
| Tunisia              | 18%                               | 12% o 6% | الأداء على القيمة المضافة / TVA = "Taxe sur la valeur ajoutée" |
| Turchia              | 18%                               | 8% o 1% | KDV = Katma değer vergisi |
| Ucraina              | 20%                               | 0% | ПДВ = Податок на додану вартість, PDV = Podatok na dodanu vartist’. |
| Uruguay              | 22%                               | 10% | IVA = Impuesto al Valor Agregado |
| Uzbekistan           | 20%                               | | QQS = Qoʻshilgan qiymat soligʻi, НДС = Налог на добавленную стоимость |
| Vietnam              | 10%                               | 5% o 0% | GTGT = Giá Trị Gia Tăng |
| Venezuela            | 12%                               | 8% o 0% | IVA = Impuesto al Valor Agregado |